# Орлы Грмеча
2-й разведывательно-диверсионный отряд (серб. 2. извиђачко-диверзантски одред), также известный как «Орлы Грмеча» (серб. Орлови Грмеча) — подразделение спецназа вооружённых сил Республики Сербской, в годы Боснийской войны находившееся в составе 2-го Краинского корпуса. Отряд действовал на территории всей Республики Сербской и считался лучшим подразделением Дрварского (2-го Краинского) корпуса.

## История
Отряд образован в 1992 году в начале Босийской войны, известен был именно под прозвищем «Орлы Грмеча». Командовал отрядом Миле Шушлик. Бойцы этого отряда отвечали не только за оборону их общины, но и за всю Боснийскую Краину. Отряд участвовал в боях на Бихачском направлении против 5-го корпуса АРБиГ и продвигался в сторону Бихача, считался лучшим подразделением корпуса. Участвовал во многих операциях Армии Республики Сербской. В рядах отряда служили около 850 человек, из них 25 погибли. Средняя численность отряда достигала 200 человек.
Отряд был награждён орденом Неманича. В баня-лукском районе Чесма у церкви Святого Луки установлен памятник, у которого ежегодно проводятся мероприятия в память 25 погибших бойцов. В церемониях участвуют командир отряда Миле Шушлик, представители Министерства труда и охраны ветеранов и инвалидов, председатель Ветеранской организации Республики Сербской Пантелия Джургуз и представители общины Рибник.